# Sulaiman al-Barouni
Sulaiman al-Barouni (en árabe: سليمان باشا الباروني‎, Sulīmān Bāsā al-Bārūnī) (1872-Bombay, 1940) fue un escritor y líder ibadí de Tripolitania. 
Sospechoso de querer restablecer el imamato ibadita en la región de Yebel Nefusa ( o Montañas Nefusa), fue perseguido y condenado, aunque las sentencias no se ejecutaron por miedo a la agitación que despertarían entre el pueblo, así que finalmente fue amnistiado; pero las persecuciones no paraban y huyó a El Cairo donde fundó una imprenta y un diario (de corta duración) que no pudo ser difundido en Libia, Túnez y Argelia.
Tras la revolución de los Jóvenes Turcos fue elegido diputado en Yebel Nefusa y llamado a Constantinopla, donde aprendió turco en dos meses. En 1910 en Yebel Nefusa, se empezaron a notar los deseos italianos de anexionar Tripolitana y Cirenaica; en 1911 el gobierno otomano le envió armas y cuando los italianos desembarcaron en Trípoli (denominado Trípoli de Berberia) el 11 de octubre de 1911 fue uno de los principales jefes de la resistencia. Después de la paz turcoitaliana de Ouchy (Lausana) el 18 de octubre de 1912, al-Baruni continuó la resistencia armada en la parte occidental de Yebel Nafusa donde pretendía formar un emirato bereber, hasta que finalmente fue derrotado en la batalla de el-Asabia (o el-Asaba) el 23 de marzo de 1913. Huyó a Constantinopla donde recibió el título de senador y bajá.
Cuando Turquía entró en guerra junto a los Imperios Centrales, al-Baruni fue enviado a Sollum (octubre de 1914) con el hermano de İsmail Enver, para intentar que el jefe de los sanusíes, Ahmad a Sharif, atacara a los británicos por el oeste, pero la misión fracasó y el complot para obligar a Ahmad fue descubierto, y entonces al-Baruni fue arrestado, aunque consiguió huir (enero de 1915). Cuando Italia entró en guerra retomó su actividad política contra los italianos, pero hasta final del 1916 el gobierno otomano no lo nombró gobernador y comandante general de Trípoli y dependencias y lo llevó al territorio de Tripolitana con un submarino, que lo desembarcó a Misurata; en este momento los italianos se habían hecho fuertes en Trípoli, al-Khums y Zuara, únicos lugares que dominaban, pero las tribus árabes tampoco estaban unidas y los jefes árabes se peleaban a menudo entre ellos. Al-Baruni consiguió una unidad general pero cuando fue a la Tripolitana occidental fue derrotado por los italianos (16 y 17 de enero de 1917) y perdió la confianza de los jefes tribales. Al final del mismo mes, Turquía envió un nuevo comandante militar, Nuri Pasha.